# Liechtenstein nos Jogos Olímpicos de Inverno de 2018
Liechtenstein participou dos Jogos Olímpicos de Inverno de 2018, realizados na cidade de Pyeongchang, na Coreia do Sul. 
Foi a décima nona aparição do país em Olimpíadas de Inverno, sendo que participa regularmente desde os Jogos de 1956, em Cortina d'Ampezzo. Esteve representado por três atletas: Martin Vögeli, no esqui cross-country, e Marco Pfiffner e Tina Weirather, no esqui alpino.

## Medalhas
| Atleta         | Esporte      | Evento           | Medalha |
| -------------- | ------------ | ---------------- | ------- |
| Tina Weirather | Esqui alpino | Super-G feminino | Bronze  |

## Desempenho

### Esqui alpino
Feminino
| Atleta         | Evento         | Descida 1 | Descida 2 | Total   | Pos.              |
| -------------- | -------------- | --------- | --------- | ------- | ----------------- |
| Tina Weirather | Downhill       |           |           | 1:39.85 | 4º                |
| Tina Weirather | Slalom gigante | 1:14.08   | 1:10.14   | 2:24.22 | 22º               |
| Tina Weirather | Super-G        |           |           | 1:21.22 | Medalha de bronze |

Masculino
| Atleta         | Evento    | Descida 1 | Descida 2 | Total   | Pos. |
| -------------- | --------- | --------- | --------- | ------- | ---- |
| Marco Pfiffner | Downhill  |           |           | 1:45.61 | 43º  |
| Marco Pfiffner | Combinado | 1:22.54   | DNF       | DNF     | DNF  |
| Marco Pfiffner | Slalom    | 51.09     | 52.22     | 1:43.31 | 25º  |
| Marco Pfiffner | Super-G   |           |           | 1:28.57 | 36º  |

### Esqui cross-country
Masculino
| Atleta        | Evento          | Clássico | Clássico | Livre   | Livre | Semifinal | Semifinal | Final     | Final |
| Atleta        | Evento          | Tempo    | Pos.     | Tempo   | Pos.  | Tempo     | Pos.      | Tempo     | Pos.  |
| ------------- | --------------- | -------- | -------- | ------- | ----- | --------- | --------- | --------- | ----- |
| Martin Vögeli | 15 km livre     |          |          |         |       |           |           | 36:57.0   | 52º   |
| Martin Vögeli | 30 km skiathlon | 44:55.5  | 57º      | 41:12.7 | 59º   |           |           | 1:26:08.2 | 59º   |

Legenda
| Recorde mundial      | Recorde mundial (World record)               |                       | Recorde africano                      | Recorde africano (African) |                                           | Q | Classificado por posição (Qualified) |
| Recorde olímpico     | Recorde olímpico (Olympic record)            | Recorde da América    | Recorde da América (Americas)         | q                          | Classificado por melhor tempo (Qualified) |   |                                      |
| Melhor marca do ano  | Melhor marca do ano (World leading)          | Recorde asiático      | Recorde asiático (Asian)              | DNS                        | Não largou (Did not start)                |   |                                      |
| Recorde nacional     | Recorde nacional (National record)           | Recorde europeu       | Recorde europeu (European)            | DNF                        | Não terminou (Did not finish)             |   |                                      |
| Recorde pessoal      | Recorde pessoal do atleta (Personal best)    | Recorde da Oceania    | Recorde da Oceania (Oceania)          | DSQ / DQ                   | Desclassificado (Disqualified)            |   |                                      |
| Recorde da temporada | Recorde da temporada do atleta (Season best) | Recorde sul-americano | Recorde sul-americano (South America) | NM                         | Sem marca (No mark)                       |   |                                      |